# 格兰特·霍尔特
格蘭·賀特（英語：Grant Holt，1981年4月12日—）出生於英格蘭西北部坎布里亞郡的卡萊爾，是一名足球運動員，司職前鋒，於2009年夏季由英乙球會梳士貝利轉投剛降班英甲的诺里奇城。為球隊打拚四年並協助升班到英超後，於2013年轉投剛降班英冠的韋根。

## 生平

### 早期
賀特在足球事業的初期只在英格蘭足球協會聯賽的球會中打滾，包括巴羅（Barrow）、沃京顿（Workington）及夏利法斯（Halifax Town），其後轉戰海外到新加坡加盟盛港榜鹅。賀特由新加坡返回英格蘭後曾到家鄉球會卡素爾試訓。直到2003年3月27日才被甲組〈第二級〉的錫周三賞識羅致，3月29日聯賽主場對屈福特，賀特首次披甲在下半場後補上陣。4月21日聯賽作客1-1賽和白禮頓，賀特射入加盟後的首球，惟仍不足為球隊保級，錫周三提早兩輪確定來季降級。10月4日聯賽作客3-0擊敗賓福特，賀特首次梅開二度。12月13日聯賽1-1賽和班士利，下半場賀特兩黃變紅被逐離場。2004年1月30日賀特轉投丙組〈第四級〉球會罗奇代尔，沒有透露轉會費的金額，簽約兩年半，賀特為錫周三在各項比賽合共上陣30場，其中半數為後補，只射入4球。
賀特在羅奇代爾重拾射門鞋，於2005年2月2日羅奇代爾拒絕史雲斯提出的7萬5,000英鎊收購價。賀特在2004/05年球季共射入24球，季後兩支剛獲升級英甲資格的及史雲斯均對他有興趣，史雲斯雖然將出價提高到接近13萬英鎊，仍然被羅奇代爾拒絕。賀特在6月24日與羅奇代爾延長12個月合約，直到2007年6月才屆滿，結束他的轉會傳聞。2005/06年球季賀特與前線拍檔蘭伯特合作火力十足，羅奇代爾在開季7場聯賽射入15球，而兩人包辦了11球，球隊高據聯賽榜次席。9月19日聯賽作客2-0擊敗曼斯菲，賀特射入一球，使他成為羅奇代爾自1937年的占美·永利（Jimmy Wynn）後首位連續6場聯賽取得入球的球員，下一輪聯賽作客1-1賽和班列特，賀特先拔頭籌，近7場聯賽射入8球。賀特在上半季射入14球成為英乙的領先射手，而蘭伯特則射入11球排第三，兩人炙手可熱，在1月轉會市場重開時勢成搶購目標，結果諾定咸森林領隊加利·麥臣（Gary Megson）在2006年1月12日付出30萬英鎊將賀特收歸旗下，簽約三年半，賀特合共為羅奇代爾上陣83場，射入42球之多。

### 諾定咸森林
2006年1月14日賀特首次為諾定咸森林上陣，主場聯賽對奧咸，賀特於25分鐘首開紀錄，並交出兩次助攻，3-0淨勝對手取得一場漂亮的勝仗。但隨後連串敗仗中賀特再沒有進賬，而加利·麥臣亦於2月17日引退。賀特直到3月18日作客對唐卡士打才再有入球，協助森林小勝2-1中止對手八場不敗走勢。賀特加盟後的首半季只取得4個入球，而森林僅獲得聯賽第7位，未能取得升級附加賽的資格。
哥連·卡達活（Colin Calderwood）於2006年接任領隊，2006/07年球季森林開季5戰取得4勝1和佳績，射入7球而僅失2球，賀特個人射入3球，獲得哥連·卡達活點名稱讚。由於手上鋒將眾多，11月森林與布里斯托城達成協議出售本季已射入8球的首席射手賀特，但他以妻子即將臨盆而拒絕轉會。由於哥連·卡達活將鋒將輪換上陣，賀特季內上陣的場次約有半數為後補身份，但他仍以18個入球成為球隊首席射手，更獲球迷票選為年度最佳球員。森林雖然獲得聯賽第4位可以參加升級附加賽，但準決賽兩回合4-5負於伊奧維而無緣再進一步。
球季結束後賀特要求轉會被拒，據報普雷斯頓及卡素爾均對他表示興趣，其後普雷斯頓否認傳聞。由於要求加薪不獲接納，賀特再提轉會要求，其後與哥連·卡達活達成暫時休戰協議，繼續留隊。但賀特在新球季卻不能一顯身價，由於鼠蹊的傷患而影響表現，更由於傷兵滿營而延期進行手術。賀特於9月1日2-2賽和布里斯托流浪射入扳平的一球，但於比賽末段領紅牌出場；直到2008年1月11日4-0大勝奧連特才再有入球，上下半場各入一球，而整季就只有這3球斬獲，在森林奪得聯賽亞軍及直接升級資格中貢獻不多。3月20日賀特獲外借到英冠球會黑池直到球季結束，期間只獲得4次完場前後補入替的機會，總上陣時間不足20分鐘。外借期滿後賀特返回森林，而球隊已簽入身價265萬英鎊的安梳爾（Robert Earnshaw），雖然哥連·卡達活表示賀特在森林仍有前途，但賀特與哈特普爾及卡素爾已拉上關係，最後森林表示接受英乙球會梳士貝利的收購出價。

### 梳士貝利
2008年6月24日梳士貝利正式以破球會紀錄的17萬英鎊羅致賀特。7月23日季前熱身賽主場對新升級英超的西布朗，賀特梅開二度協助球隊2-2賽和對手。8月9日聯賽開鑼日主場首戰馬爾斯菲，賀特憑十二碼射入加盟後首球，梳士貝利取得4-0大勝。攻力強大的梳士貝利於9月13日在聯賽7-0狂數基寧咸，有6名球員分別取得入球，賀特再以十二碼分一杯羹。到了10月7日在英格蘭聯賽錦標再以7-0擊潰韋甘比，這次不再客氣的賀特個人獨建五功，在此之前，賀特甚至未嘗演出帽子戲法，這亦是自1971年艾夫·活特（Alf Wood）後首名一場射入5球的梳士貝利球員。賀特的入球停不了，在11月射入7球，本季入球總數達到18球之多，更獲選11月份「英乙每月最佳球員」。2009年1月轉會窗重開，有傳言賀特將會轉投英甲的列斯聯，領隊保罗·辛普森（Paul Simpson）即時作出否認。賀特本季累計領取10面黃牌，在1月被罰停賽兩場。2月份賀特狀態回落，連續4場交白卷。賀特於2009年英格蘭足球聯賽頒獎禮（Football League Awards）中當選「英乙年度最佳球員」，雖然賀特本季上陣42場已經射入26球，但他的18個聯賽入球中有10球來自主罰十二碼，仍有人質疑其入球能力，獲獎後賀特表示希望本季入球數字達到30球及協助梳士貝利爭取升級。梳士貝利在3月及4月初11戰僅獲1勝，與緊守最後一個附加賽席位的車士打菲特差1分，梳士貝利本季作客僅曾1勝，而聯賽最後三輪有兩場需要作客對附加賽競爭對手。4月26日賀特入選PFA英乙年度最佳陣容。本季已射入27球，差1球便達到100球的大關的賀特於4月27日獲BBC什羅普郡電台的聽眾選為「年度最佳球員」。5月2日聯賽煞科日作客對杜根咸，賀特上半場19分鐘頂入個人第100個入球先拔頭籌，協助球隊2-1獲勝，戲劇性反壓對手取得最後一個升級附加賽席位。5月21日賀特以25個總入球獲得「英乙彪馬金靴獎」（Purma Golden Boot）。
2009年6月24日梳士貝利拒絕高車士打提出的初步收購出價。

### 諾域治
2009年7月24日賀特加盟诺里奇城，簽約三年，轉會費沒有透露，估計約值40萬英鎊。8月8日聯賽開鑼日主場迎戰，季前升班大熱門的諾域治大敗1-7，是球會歷來主場最大負差，賽後賀特向諾域治球迷致歉。翌仗在英格蘭聯賽盃第一圈作客出戰，賀特演出帽子戲法協助球隊大勝4-0。8月22日聯賽主場5-2擊敗，賀特包辦首尾兩球，打開加盟後的聯賽入球紀錄。9月19日主場迎戰領頭羊，賀特於完場補時階段頂入扳平2-2，諾域治亦逐漸爬升到中游位置。10月份5場聯賽賀特轟入5球，協助季初出閘脫腳的諾域治回到附加賽區域，更獲選「英甲10月份每月最佳球員」獎項。2010年4月5日他在對射入致勝球，是球隊自1962年來首名單季射入30球的球員。2011年4月6日，當時諾域治首席射手賀特與諾域治續約三年至2014年夏季。2012年5月18日，傳媒透露賀特曾向諾域治提出轉會要求但被拒絕。
2012年7月3日，賀特同意與諾域治續約三年。

## 榮譽
諾域治
- 英格蘭甲級聯賽冠軍：2009/10年；

## 外部連結
- 足球数据库：格蘭·賀特的球员统计数据
- 格蘭·賀特個人官網